# Asturias y Cantabria, lo demás es tierra conquistada
El dicho popular español —principalmente, asturiano y cántabro— que resume la importancia del reino de Asturias y de la cornisa cantábrica en la génesis de la Monarquía Hispánica, mediante referencia a la batalla de Covadonga, adopta diferentes formas. Algunas de ellas son «Asturias y Cantabria, lo demás es tierra conquistada», «España es Asturias y, lo demás, tierra conquistada a los moros» y «Asturies ye España y, lo demás, tierra conquistada» (en asturiano), entre otras.

## Contexto
La idea de que las tierras asturianas fueron las únicas regiones peninsulares en resistir el azote musulmán tiene una larga tradición, independientemente de su veracidad histórica, puesta en duda por historiadores como José Luis Corral. Así, por ejemplo, el  portugués Francisco Rodríguez Lobo escribió para una obra del siglo XVIII que «los sarracenos (…) tienen conquistada toda la tierra de España, sino es la de las Asturias, y Cantabria». Igual argumento se sostenía aún en el siglo XIX, añadiéndose los Pirineos de Navarra y Aragón. Ambas tesis, la conquista y la no-conquista de algunas o varias regiones del norte de la península ibérica, han sido fervientemente defendidas a lo largo de la historia y tienen ecos hoy en día. No obstante, la arqueología y la historiografía desmienten la independencia de muchos de los territorios norteños, y omiten o no confirman los de otros.
Autores como Juan José Sánchez Badiola han visto en frases como esta la exaltación de un extremo norte peninsular cuya «pureza de sangre cristiana» es mayor. En este sentido, la  pone al mismo nivel de la nobleza de La Montaña (en referencia a la actual Cantabria),  cuyo bagaje en linajes aristocráticos fue enorme,  el gallardismo en la resistencia frente a la península musulmana de León  y el centro-norte de Castilla, y el orgullo vasco de Vizcaya; apreciaciones todas ellas que según Sánchez Badiola alimentan el mito de una España impoluta de contaminación semita y propician los separatismos, al tiempo que se exagera y en ocasiones, tergiversa la historia de España.

## Asturias y Cantabria
Más allá de la historicidad de la conquista o rapiña musulmana del norte de la península ibérica, otro problema que plantea la sentencia es la inclusión del término Cantabria, que no forma parte del dicho popular, pero que defienden, entre otros, el historiador académico cántabro José Ramón Saiz, en consonancia con varios profesionales asturianos cuyos textos cita, argumentando el origen cántabro de la monarquía asturiana (y más tarde, española) en dos sentidos; el primero, la ascendencia cántabra de Alfonso I, hijo de Pedro, duque de Cantabria, y el segundo, el posible origen lebaniego de Pelayo, victorioso en Covadonga, batalla que terminó en las inmediaciones de Potes, en Liébana. Ambas tesis son sostenidas por multitud de citas historiográficas y una amplia bibliografía histórica y contemporánea. El mismo autor cita además, a modo de anécdota, el convencimiento de Alfonso XII en el origen cántabro de España.
Concretamente el propio Rey Alfonso XII en una carta escrita desde Comillas para su hermana la infanta María de la Paz de Borbón, y fechada a 15 de agosto de 1882, la decía: 

Al contemplar la nobleza y el patriotismo de estos montañeses, todos y yo el primero, pensamos en ti como encarnación de estos mismos sentimientos dentro del hogar; y al ver yo tu carta, como no peco de modesto, no puedo menos de alegrarme pensando que tal vez me creas digno de esta Cantabria, Cuna de la Monarquía Española
Alfonso XII

No obstante, la multiplicidad de teorías que han existido y aún existen al respecto, en especial, del verdadero origen de Pelayo, no permiten contrastar a ciencia cierta toda la disertación, al igual que la arqueología y la historia conocidas no permiten hacer lo propio con la reivindicación de orgullo asturiano implícita en la sentencia popular.